# Dommitzsch
Dommitzsch (pronunciación en alemán: /ˈdɔmɪt͡ʃ/ⓘ) es un municipio situado en el distrito de Sajonia Septentrional, en el estado federado de Sajonia (Alemania), a una altitud de 83 metros. Su población a finales de 2016 era de unos 2500 habitantes y su densidad poblacional, 83 hab/km².